# Hoplolopha karasensis
Hoplolopha karasensis är en insektsart som beskrevs av Sjöstedt 1932. Hoplolopha karasensis ingår i släktet Hoplolopha och familjen Pamphagidae. Inga underarter finns listade i Catalogue of Life.